# Laetitia Spigarelli
Lætitia Spigarelli est une actrice française, née le 9 juillet 1979.

## Filmographie

### Cinéma
- 2004 : Clean d'Olivier Assayas : Sandrine
- 2005 : Les Amants réguliers de Philippe Garrel : non créditée
- 2006 : Paris, je t'aime d'Olivier Assayas : non créditée
- 2006 : Au crépuscule des temps de Sarah Lévy : Simonetta Fracasso
- 2006 : Retouches d'Antonio Hébrard : non créditée
- 2007 : Ménagerie intérieure de Nadège de Benoit-Luthy: Béatrice
- 2007 : Décroche de Manuel Schapira : Léa
- 2007 : La Question humaine de Nicolas Klotz : Louisa
- 2007 : Actrices de Valeria Bruni Tedeschi : Juliette
- 2008 : Les Illusions de James Thierrée : non créditée
- 2008 : Les Vacances de Clémence (téléfilm) de Michel Andrieu : Clémence Didier
- 2009 : À l'est de moi de Bojena Horackova
- 2012 : À travers les branches d'un arbre de Daniel Duqué : Sofia
- 2012 : Drift away de Daniel Sicard : Baharé
- 2014 : La Terre penche (moyen métrage) de Christelle Lheureux
- 2019 : Doubles Vies d'Olivier Assayas : Amélia
- 2019 : Debout sur la montagne de Sébastien Betbeder : Anna
- 2020 : Les Apparences de Marc Fitoussi : Sophie
- 2020 : Garçon chiffon de Nicolas Maury : la moniale
- 2020 : 80,000 Years Old de Christelle Lheureux : Céline
- 2021 : La Meilleure Version de moi-même de Blanche Gardin
- 2023 : Sous contrôle (mini-série) de Charly Delwart et Erwan Le Duc : la mère de Jeanne

### Télévision
- 2006 : Les Amants du Flore d'Ilan Duran Cohen : Lola
- 2016 : Damoclès de Manuel Schapira : Hélène
- 2018 : Ad Vitam (série) de Thomas Cailley
- 2020 : Le Mensonge (mini-série) de Vincent Garenq : la psychologue

## Distinctions
- 2007 : meilleur jeune espoir féminin (prix du jury) au Festival Jean-Carmet de Moulins